# .ai
.ai er et nationalt topdomæne der er reserveret til Anguilla.
Domænet bruges også af virksomheder med fokus på kunstig intelligens, da AI er forkortelsen for det engelsk Artificial Intelligence.

## Reference
1. ↑  "Arya.ai". Arkiveret fra originalen 17. november 2020. Hentet 13. januar 2019.

| Nationale topdomæner | Spire Denne artikel om nationale topdomæner er en spire som bør udbygges. Du er velkommen til at hjælpe Wikipedia ved at udvide den. |